# Bilzingsleben (sitio paleolítico)
Bilzingsleben (en alemán: Fundplatz Bilzingsleben) es una antigua cantera de piedra en Turingia, Alemania, que destaca por su riqueza en artefactos y fósiles humanos del Paleolítico.

## Geología
Bilzingsleben se ubica en la frontera septentrional de la cuenca de Turingia, una depresión compuesta de facies Keuper del Triásico. Al norte están las montañas Kyffhäuser, Hainleite y Schmücke que contienen principalmente sedimentos Buntsandstein y Muschelkalk. Las regiones están separadas por la falla herciniana local. La falla es la causa de los numerosos manantiales en esta área. Los manantiales han disuelto las rocas calcáreas locales y han formado los depósitos tavertinos interglaciales que cubren el sitio de Bilzingsleben. La conservación de 400.000 años se atribuye a la resistencia del travertino frente a los procesos erosivos.
El sitio era parte de una terraza fluvial en el Pleistoceno, cuenca de río centroeuropeo, ahora situado a 1.5 km al sur del pueblo de Bilzingsleben, Distrito de Sömmerda a 175 m por encima del nivel del mar en una vieja cantera de travertino, llamada Steinrinne, donde los travertinos han sido extraídos desde el tiempo moderno temprano y el material se utilizaba en las ciudades de la región, por ejemplo, en la pared de la ciudad de Kindelbrück.

## Historia de la excavación
Se han encontrado huesos fosilizados desde el siglo XII. En 1710 David Siegmund Büttner publicó su libro "Rudera diluvii testes i.e. Zeichen und Zeugen der Sündfluth" (Señales y testigos de la inundación). En 1818 Ernst Friedrich, Barón von Schlotheim (1765-1832) encontró un cráneo humano cubierto por concreciones de lima. Hoy en día está perdido. En 1908 el geólogo Ewald Wüst (1875-1934) de la Universidad de Halle-Wittenberg publicó su primer trabajo en artefactos locales de sílex. El investigador amateur Adolf Spengler retomó el trabajo en el sitio en 1922.
En 1969 Dietrich Manía, profesor más tardío en la Universidad de Jena, descubrió numerosos fósiles y artefactos durante una investigación rutinaria. Bajo los auspicios del Museo Halle State de Prehistoria se lanzó una excavación sistemática en 1971, que duró hasta 1992, durante la cual se documentaron 1,600 m² y se desenterraron fósiles humanos. En consecuencia, la administración del sitio fue entregada a la Universidad de Jena.

## Restos humanos
En 1974 una pieza de un cráneo humano fue identificada entre los descubrimientos. Hasta la actualidad, se han encontrado 37 huesos humanos y los dientes, principalmente partes del cráneo. Representan los restos de al menos tres individuos y han sido clasificados como Homo erectus bilzingslebenensis por Emanuel Vlcek (Praga). Los restos de los cráneos muestran que han sido intencionadamente rotos post mortem, quizás como parte de un rito funerario.

## Medioambiente
Las impresiones de plantas y polen en el travertino permiten reconstruir el entorno local. Hay dos fases de deposición. Ambos están dominadas por especies de bosque. La primera fase (la tiza límnica mezclada con arena de travertino) está dominada por avellanos (Corylus), fresnos (Fraxinus) y robles (Quercus). La segunda fase (pura tiza límnica) está dominada por carpes (Carpinus), alisos (Alnus) y pinos (Pinus).
36 especies de plantas están atestiguadas por sus impresiones en el travertino, entre ellas 14 árboles y especies de arbusto:
- Roble común (Quercus robur)
- Arce campestre (Acer campestre) y falso plátano (Acer pseudoplatanus)
- Tilo de hoja ancha (Tilia platyphyllos)
- Fresno común (Fraxinus excelsior)
- Cornejo (Cornus mas)
- Avellano común (Corylus avellana)
- Álamo temblón (Populus tremula)
- Abedul (Betula pubescens)
- Buxus (Buxus sempervirens)
- Berberis (Berberis vulgaris)
- Lila (Syringa josikaea)
- Almez (Celtis australis)
- Espinos de fuego (Pyracantha coccinea)
- Potentilla (Dasiphora fruticosa).

Los bosques estaban principalmente compuestos de robles y buxus (Buxo-Quercetum). Hierbas como artemisia, acedera, los helechos y las hierbas atestiguan la presencia de prados o estepas abiertos. Las ciperáceas y las juncáceas crecieron en las orillas del lago, las ninfeáceas y el Sphagnum en los lagos.
Se han encontrado restos de 54 especies de animales en Bilzingsleben, 35 especies de mamíferos, seis de pájaros, tres reptiles, tres anfibios y cinco clases de peces. Entre los mamíferos figuranː
- Palaeoloxodon antiquus (Elephas antiquus)
- Rinoceronte (Dicerorhinus kirchbergensis, Dicerorhinus hemitoechus)
- Bos primigenius
- Bisonte estepario (Bisonte priscus)
- Caballo (Equus sp.)
- Ciervo rojo (Cervus elaphus)
- Gamo (Dama dama)
- Ciervo gigante (Megaloceros sp.)
- Corzo (Capreolus suessenbornensis)
- Oso (Ursus deningeri-spelaeus)
- León (Panthera leo spelaea)
- Gato montés (Felis silvestris)
- Zorro (Vulpes vulpes)
- Jabalí (Sus scrofa)
- Lobo (Canis lupus)
- Macaco (Macaca sylvana)
- Un castor ahora extinto (Trogontherium cuvieri).

Predominan los animales de bosque, pero hay alguna especie que prefiere hábitats más abiertos, como los rinocerontes, el caballo y el bisonte. La presencia de moluscos atestigua un clima que era más tibio y más mojado que a día de hoy. La temperatura anual media estaría entre los 9° y los 13 °C, las precipitaciones anuales en 800 mm.

### Descubrimientos importantes

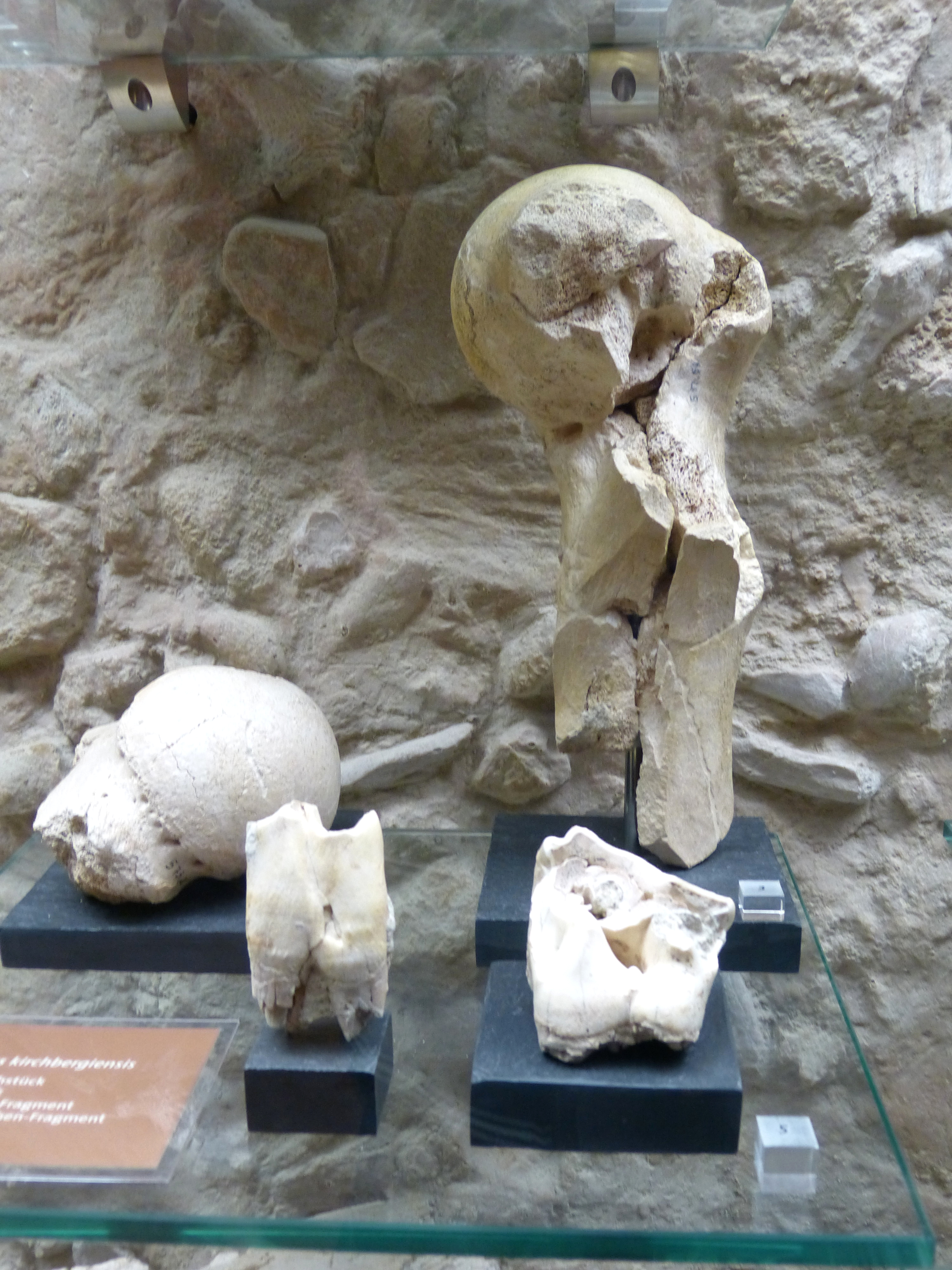
Restos de un Stephanorhinus

La industria lítica está caracterizada por herramientas de corte de tamaño pequeño. No hay verdaderas hachas de mano. El material no trabajado es principalmente sílex, a pesar de que la cuarcita, el cuarzo y el travertino se utilizaron también. Hay numerosas herramientas de hueso (azadones, raspadores, punzones y gubias). Algún azadón está hecho de asta o marfil. Incluso se han preservado los artefactos de madera.
Un fragmento de hueso, una tibia de elefante, tiene dos grupos de 7 y 14 líneas paralelas grabadas y podría representar un ejemplo temprano de arte. El espaciado regular de las incisiones, sus casi iguales longitudes y sus secciones transversales en forma de V sugieren que fueron creados al mismo tiempo, con una sola herramienta de piedra. La tibia data de entre hace 350,000 y 400,000 años. Es posible interpretarlo como un calendario temprano.

## Estructuras
D. Mania encontró grandes piedras ordenadas de manera circular y pensó que probablemente sería una base para una vivienda. Aun así, el análisis del anillo mostró que el sitio era un sitio de aire abierto. C. Gamble propuso que los humanos se congregaban en el sitio alrededor del fuego.

## Lectura más ampliada
- J. Burdukiewicz, The stratigraphy of Palaeolithic sites from Middle Pleistocene Poland. In: G. A. Wagner/D. Mania (eds.), Frühe Menschen in Mitteleuropa - Chronologie, Kultur, Umwelt (Aachen 2001), 15-26.
- A. Forsten, A comparison of some mid- Pleistocene Equus dental samples, including that from Bilzingsleben. Ethnologisch Archäologische Zeitschrift 34, 1993, 598-600.
- R.S Harmon/J. Glazek/K. Nowak, 230Th/234U-dating of travertine from Bilzingsleben archaeological site. Nature 284, 1980,132-135.
- J. van der Made, A preliminary note on the cervids from Bilzingsleben. Praehistoria Thuringica 2 (Artern 1998), 108-122.
- J. van der Made, A preliminary note on the rhinos from Bilzingsleben. Praehistoria Thuringica 4 (Artem 2000), 41-64.
- D. Mania, The zonal division of the lower palaeolithic open-air site Bilzingsleben. Anthropologie 29 (Brno 1991), 17-24.
- D. Mania, The earliest occupation of Europe: the Elbe- Saale region (Germany). In: W. Roebroeks/T. van Kolfschoten (eds.) The earliest occupation of Europe. Analecta Leidensia (Leiden) 1995, 85-101.
- D. Mania, D. 1995, Bilzingsleben - middle Pleistocene site of Homo erectus. Travertine complex and fauna at Bilzingsleben. In: Quaternary field trips in Central Europe, 14. Congress INQUA (Berlín 1995), 738-740, 777-780, 1078-1079.
- H. Meller (ed.), Geisteskraft. Alt- und Mittelpaläolithikum (Halle 2003).